# Проривні приголосні
Проривні́ (експлози́вні) при́голосні, також плози́ви — оклюзивні приголосні, під час артикуляції яких піднебінна завіска піднята, повітря проходить у ротову порожнину (на відміну від носових проривних), а розмикання змички відбувається різко і нагадує вибух (на відміну від африкатів).
Проривні приголосні є одними з найпоширеніших у мовах світу. В усіх мовах є проривні та в більшості є принаймні [p], [t], [k], [b], [d], [ɡ]. У розмовній самоанській мові немає зубного [ t̪ ], [ d̪ ], а в північних ірокезьких — губно-губного [p], [b].

## Проривні приголосні
- [p] (п) — глухий губно-губний проривний
- [p̪] (твердий п) — глухий губно-зубний проривний
- [t̪] (твердий т) — глухий зубний проривний
- [k] (к) — глухий м'якопіднебінний проривний
- [ʈ] (твердий т) — глухий ретрофлексний проривний
- [c] (т-к) — глухий твердопіднебінний проривний
- [q] (к) — глухий язичковий проривний
- [t] (т) — глухий ясенний проривний
- [ʔ] (-) — гортанний проривний
- [b] (б) — дзвінкий губно-губний проривний
- [b̪] (твердий б) — дзвінкий губно-зубний проривний
- [d̪] (твердий д) — дзвінкий зубний проривний
- [ɡ] (ґ) — дзвінкий м'якопіднебінний проривний
- [ɖ] (твердий д) — дзвінкий ретрофлексний проривний
- [ɟ] (д-ґ) — дзвінкий твердопіднебінний проривний
- [ɢ] (ґ) — дзвінкий язичковий проривний
- [d] (д) — дзвінкий ясенний проривний
- [ʡ] (-) — надгортанний проривний